# Rio Salcacovite
O rio Salcacovite (em armênio: Ծաղկահովիտ գետ; romaniz.: Całkahovit get) é um rio da Armênia, na província de Aragatsotn. É um dos tributários do rio Cassal, que faz parte da bacia hidrográfica do rio Aras. Começa nas encostas norte do monte Aragats e se funde ao Cassal à direita. Tem 20 quilômetros de comprimento. A aldeia de Salcacovite, sede do município homônimo, está localizado no sopé do Aragats, próximo ao rio.